# Move Your Body (Maxx-dal)
A Move Your Body című dal a német eurodance duó Maxx utolsó kislemeze, mely albumon nem jelent meg, csupán 12-es bakelit, illetve Maxi CD lemezen volt elérhető. A dalhoz Steve "Silk" Hurley készített remixet. A duó ezután feloszlott.
A dal az osztrák kislemezlista 18. míg a finn lista 16. helyéig jutott.

## Megjelenések
CD Maxi  Európa Maxximum Records – INT 826.407
1. Move Your Body (Airplay Mix) - 3:22
2. Move Your Body (UK Airplay Mix) - 3:48
3. Move Your Body (Club Sport Mix) - 5:21
4. Move Your Body (Extravaganza Mix) - 5:42
5. Move Your Body (Hurley's House Mix) - 6:48

### Slágerlista
| Slágerlista (1994)                | Legmagasabb helyezés |
| --------------------------------- | -------------------- |
| Ausztria (Ö3 Austria Top 40)      | 18                   |
| Finland (Suomen virallinen lista) | 16                   |